# Duchess of Atholl
Pour les articles homonymes, voir Duchess.
Le SS Duchess of Atholl, sister-ship des Duchess of Bedford, Duchess of Richmond et Duchess of York est un paquebot de la Canadian Pacific Steamship Company lancé le 23 novembre 1927.

## Histoire
Lancé deux mois avant le Duchess of Bedford, sa construction est retardée par un incident qui endommage ses machines. Il effectue finalement son voyage inaugural le 13 juillet 1928 entre Liverpool et Montréal via Québec, six semaines après son jumeau. Le 30 décembre 1935, le Duchess of Atholl perd son gouvernail et doit finir sa traversée en se dirigeant à l'aide de ses machines.
Détenteur du record de vitesse entre le Canada et Liverpool, il reste sur cette route jusqu'à sa réquisition dans le cadre de la Seconde Guerre mondiale. Il sert alors de transport de troupes. Il est torpillé le 10 octobre 1942 par le sous-marin allemand U-178 à 200 miles de l'île de l'Ascension. Parmi les 832 personnes à bord, seules cinq trouvent la mort dans le naufrage. Les survivants sont récupérés par le HMS Corinthian.